# 삼성 갤럭시 S4 줌
삼성 갤럭시 S4 줌(Samsung GALAXY S4 Zoom)은 삼성전자에서 제조/판매하는 안드로이드 스마트폰이다.
2013년 5월 31일 삼성전자 공식블로그인 삼성 투모로우, 2013년 6월 20일에는 삼성 프리미어 2013 갤럭시 & 아티브 행사를 통해 공개하여, 2013년 7월 9일에 출시했다.

## 운영 체제/소프트웨어

### 안드로이드 4.2 젤리빈
삼성 갤럭시 S4 줌은 안드로이드 OS 4.2.2 젤리빈을 탑재하여 출시되었다.

### 안드로이드 4.4 킷캣
2014년 7월 16일 C101 모델, 2014년 8월 C105 모델이 4.4.2 킷캣으로 업그레이드 되었다.

## 변형 기종

### 미국

#### SM-C105A
AT&T를 통해 출시되었다.

## 같이 보기
- 삼성 갤럭시 S4
- 삼성 갤럭시 S4 미니
- 삼성 갤럭시 S4 액티브
- 삼성 갤럭시 카메라